# Synoestropsis pedicillata
Synoestropsis pedicillata är en nattsländeart som beskrevs av Georg Ulmer 1905. Synoestropsis pedicillata ingår i släktet Synoestropsis och familjen ryssjenattsländor. Inga underarter finns listade i Catalogue of Life.